# Опашношипови
Опашношиповите (Myliobatiformes) са разред животни от клас Хрущялни риби (Chondrichthyes).
Таксонът е описан за пръв път от Ленард Компаньо през 1973 година.

## Семейства
- Подразред Myliobatoidei
  - Надсемейство Dasyatoidea
    - Dasyatidae – Морски скатове
    - Gymnuridae
    - Myliobatidae – Орлови скатове
    - Potamotrygonidae – Потамотригониди

  - Надсемейство Hexatrygonoidea
    - Hexatrygonidae

  - Надсемейство Urolophoidea
    - Plesiobatidae
    - Urolophidae

  - Надсемейство Urotrygonoidea
    - Urotrygonidae – Дебелоопашати скатове
- Подразред Platyrhinoidei
  - Platyrhinidae – Дискови скатове
- Подразред Zanobatoidei
  - Zanobatidae